# 차종호 (배우)
차종호(1980년 1월 4일 ~ )는 대한민국의 영화 배우이다.

## 주요 이력
2007년 연극배우 첫 데뷔하였다.

## 학력
- 동국대학교 영상대학원 영화영상제작학과 연출전공

## 작품 활동

### 영화
- 《흥부》 (2018년) - 보부상 역
- 《위험한 상견례 2》 (2015년) - 험상남 역
- 《봄》 (2014년) - 오 서방 역
- 《더 파이브》 (2013년) -  CF감독 역
- 《뜨거운 안녕》 (2013년) - 영식 역
- 《파파로티》 (2013년) - 개털 역
- 《남자사용설명서》 (2013년) - 현금대용 역
- 《늑대소년》 (2012년) - 검은 양복 2 역
- 《간기남》 (2012년) - 거지 역
- 《패는여자》 - 광길 역
- 《Mr. 아이돌》 (2011년) - 타로카페 커플남 역

### 드라마
- 《라이브》 (2018년, tvN) - 장형사 역
- 《아르곤》 (2017년, tvN) - 아지트주인장 역
- 《아버님 제가 모실게요》 (2016년, MBC) - 박교수 역
- 《디어 마이 프렌즈》 (2016년, tvN) - 난희네 짬뽕집 종업원 역
- 《밤을 걷는 선비》 (2015년, MBC)
- 《나쁜 녀석들》 (2014년, OCN)
- 《연애세포》 (2014년, 네이버TV) - 커플남 / 서린팬클럽회장 역
- 《괜찮아, 사랑이야》 (2014년, SBS) - 결벽증환자 역
- 《감격시대》 (2014년, KBS2) - 넝마 역
- 《제3병원》 (2012년, tvN)
- 《인현왕후의 남자》 (2012년, tvN)
- 《심야병원》 (2012년, MBC) - 3개월짜리 진단서를 요구하는 남자 역
- 《폼나게 살거야》 (2011년, SBS)
- 《KBS 드라마 스페셜 - 기쁜 우리 젊은 날》 (2011년, KBS2) - 개그맨지망생 역
- 《소녀 K》 (2011년, OCN)
- 《KBS 드라마 스페셜 - 화평공주 체중감량사》 (2011년, KBS2) - 내관 역
- 《당신이 잠든 사이》 (2011년, SBS)
- 《짝패》 (2011년, MBC) - 마졸 역
- 《별순검 시즌 3》 (2010년, MBC Every1) - 도모 역

### 방송
- 《다큐공감》 167회 : 우리, 같이 살아요 (2016년, KBS1) - 출연, 내레이션

### 연극
- 《우리들의 일그러진 영웅》
- 《굿 닥터》
- 《버지니아그레이의 초상》

### 뮤지컬
- 《호동왕자와 낙랑공주》

### CF
- 《KCC》 (2014년)
- 《뱅키스》 (2014년)
- 《이니스프리》 (2014년)
- 《올림푸스》 (2014년)
- 《VEGA 시크릿노트》 (2013년)
- 《까스활명수》 (2013년)
- 《잡코리아》 (2012년)
- 《버거킹》 (2011년)
- 《원캐싱》 (2011년)